# Андерсен, Никлас (датский хоккеист)
Никлас Андерсен (дат. Niklas Andersen; род. 20 ноября 1997, Эсбьерг, Рибе) — датский хоккеист, нападающий.

## Карьера
Начинал свою карьеру в родном клубе «Эсбьерг». За него Андерсен провел с перерывом на отъезд в американскую Западную хоккейную лигу провел семь лет. В 2020 году нападающий перешел в команду Немецкой хоккейной лиги «Фиштаун Пингвинз». В 2021 году вошел в заявку сборной Дании на Чемпионат мира в Латвии. Взрослое первенство планеты стало для хоккеиста дебютным.

## Достижения
- Чемпион Дании: 2017

## Семья
Отец Никласа Андерсена Ян (род. 1973) также играл в хоккей в «Эсьберге». После завершения карьеры он стал тренером. Андерсен-старший входит в штаб «Эсьберга» и юниорской сборной Дании.